# Gunnar Samuelsson (skidåkare)
Gunnar Samuelsson, född 2 maj 1927 i Lima, Kopparbergs län, död 4 november 2007 i Lima, var en svensk längdåkare som tävlade under 1950-talet. Han var med och tog brons på 4 x 10 kilometer under olympiska vinterspelen 1956.